# Cephalic Carnage
Cephalic Carnage (с англ. — «Головная резня») — американская дэт-метал-группа, образованная в Денвере, штат Колорадо, в 1992 году. В состав группы входят вокалист Леонард Лил, гитаристы Стив Голдберг и Брайан Хопп, барабанщик Джон Мерримен и басист Ник Шендзилос. Cephalic Carnage выпустили шесть студийных альбомов и гастролировали по Северной Америке, Европе и Японии.
Cephalic Carnage играют в техничном стиле дэтграйнд, постоянно экспериментируют с другими жанрами и включают в свои альбомы песни шуточного характера, например, пародии на блэк-метал или металкор. Сами себя они называют «rocky mountain hydro grind».

## История
Основатели Ленциг (вокал) и Зак (гитара) записали демо под названием Scrape My Lungs в 1993 году, а затем сделали перерыв до 1996 года, когда к ним присоединились Джон (ударные), Стив (гитара) и Дуг (бас). Вскоре после воссоединения они выпустили второе демо Fortuitous Oddity, а затем в 1997 году отправились в самофинансируемый тур по США. Именно во время этого тура интенсивные живые выступления группы начали создавать им репутацию события, которое нельзя пропустить. В 1998 году они привлекли внимание итальянского лейбла Headfucker Records, который выпустил дебютный альбом Conforming to Abnormality. После этого релиза басиста Дуга заменил Джош, и группа снова отправилась в турне. В 1998 году они выступили на скандально известном фестивале Milwaukee Metalfest, а в 1999 году отправились в турне по фестивалям, выступая на Dallas Grindfest, Ohio Deathfest и Denver Hatefest. В 2000 году их подписал лейбл Relapse Records, выпустивший второй альбом Exploiting Dysfunction. Затем последовали туры с Napalm Death и The Dillinger Escape Plan, но весной 2002 года Cephalic Carnage прекратили гастроли, чтобы записать Lucid Interval.

## Характеристики
Стиль
AllMusic описывает стиль Cephalic Carnage как «безумную смесь по-настоящему экспериментального грайндкора, дэт-метала и джаза». Их музыка варьируется от дэтграйнда, техничного дэт-метала, иногда сёрф-рока, инструментальной музыки до вкраплений фламенко или эмбиент-джемов на скрипке и саксофоне. Их ранний стиль, как правило, прогрессивный и техничный, с некоторыми комедийными песнями. Позже их творчество перешло в более экспериментальное сложное направление.
Cephalic Carnage также известны своими юмористическими песнями. PopMatters приводит несколько примеров: «На прошлых альбомах группа сатирически высмеивала откровенно имиджевый блэк-метал («Black Metal Sabbath») и перенасыщенный, тоскливый металкор («Dying Will Be the Death of Me»), и даже на живых выступлениях они не гнушаются спонтанными шутками, чтобы привнести немного юмора в ситуацию. В одном из скандальных роликов на YouTube показана драка, начинающаяся в фан-зоне концерта Cephalic Carnage в Торонто, и в вдохновенный момент группа исполняет воодушевляющий отрывок из «Eye of the Tiger» под бурные овации детей».

## Дискография
| Студийные альбомы - Conforming to Abnormality (1998) - Exploiting Dysfunction (2000) - Lucid Interval (2002) - Anomalies (2005) - Xenosapien (2007) - Misled by Certainty (2010) Мини-альбомы - Halls of Amenti (2002) - Digital Carnage (2005) | Демо-альбомы - Scrape My Lungs (1994) - Fortuitous Oddity (1996) - Promo 1997 (1997) Сплиты - Cephalic Carnage / Adnauseam (1998) - Impaled / Cephalic Carnage (1999) - Perversion... and the Guilt After / Version 5.Obese (2002) - HF Seveninches Collection Vol. 1 (2008) |